# 지기 펠라즈
지기 펠라즈(Jiggy Fellaz)는 대한민국의 힙합 크루이다. 부산에 위치했던 클럽 JG의 활동진들을 중심으로 2004년에 결성되었다. 멤버들은 크게 경상도에서 주로 활동하는 멤버들과 서울에서 활동하는 멤버로 나뉘어 있으며, 2nd Round, New Dynasty 등등의 크루를 포함하고 있는 대규모 집단이다. 2007년에 앨범을 발표하면서 이름을 알렸으며, 2011년 말부터는 활동이 잠잠해져 현재는 사실상 활동 중단 상태다.

## 역사
2004년 3월, 온라인 활동을 하면서 2pac에 관한 개인 사이트를 운영하는 등의 활동을 하던 JG aka Jango는 부산에 힙합 클럽 JG를 열었다. DCTribe의 회원들의 많은 지지를 받으면서 오픈한 이 클럽은, 평소 JG와 친분이 있던 이들을 비롯해 많은 뮤지션들이 공연을 하였다. 이렇게 하면서 서로간의 친분이 중심이 되어 Jiggy Guaranteed라는 크루가 생겼는데, 이것이 Jiggy Fellaz의 초기 형태이다.
이후 Jiggy Guaranteed는 몇몇 멤버의 교체와 함께 Jiggy Fellaz라는 이름으로 새로이 거듭났다. 그와 함께 컴필레이션 앨범 작업에 들어간 이들은, 2007년 1월 제작 과정을 담은 동영상들과 함께 앨범 발표가 임박했음을 발표했고, 한달 남짓 지나서 컴필레이션 앨범 Xclusive를 발표하였다. 이 앨범은 래퍼들의 실력은 물론 믹싱, 마스터링 등의 후작업도 최고의 퀄리티를 자부하였으며, 이런 음악의 질에 대한 투자를 꺼리는 언더그라운드 아티스트들을 비판하는 VASCO - Under the Ground라는 곡이 실려있어 화제가 되었다. 타이틀곡은 La Familia였다. 한편 이 앨범과 함께 Jiggy Records라는 레이블을 설립하여, 이 컴필레이션을 발표했다
그러나 이 앨범은 투자한 비용에 비해 예상 만큼의 실적을 거두지 못했는데, 이는 당시 한국 힙합씬의 흐름을 잘 타지 못하고 미국 힙합씬 스타일의 음악을 비중 높게 내세워서 그렇다는 의견이 있었다. 더불어 2007년 10월 중순, 마지막 공연을 가지고 클럽 JG는 사정으로 인해 문을 닫게 되는 악재가 겹치게 되었다. 하지만 Jiggy Fellaz는 이후로도 신예 래퍼 Basick과 더불어 나비효과로 유명한 essenti, 가장 최근으로는 InnoVator 등등 신입 멤버를 맞으면서 계속 크기를 키워갔다. 또한 Jiggy Fellaz 멤버들의 메인스트림 데뷔도 계속되고 있다. Untouchable은 성공적인 메인스트림 데뷔 이후 활발한 활동을 보이고 있으며, Maniac 역시 UPT (업타운) 멤버로 활동을 펼친 바 있다.
가장 최근인 2009년 7월에는 업타운의 전 멤버 카를로스와, JYP 오디션에서 랩으로 동영상 1위를 한 경력이 있는 여자 래퍼 ELLY(LE (가수))가 멤버로 합류하였다. 이후 Untouchable의 싱글 앨범 Jiggy Get Down에서 전원이 뭉쳐 단체곡을 작업한 바 있다.
이후로의 활동은 멤버 각자의 활동에 치우쳐 Jiggy Fellaz의 이름을 내세울만한 활동은 많이 하지 못 했다. 특히, 2011년 12월 주축 멤버였던 Vasco가 Jiggy Fellaz에서 탈퇴하겠다는 뜻을 알리는 글을 싸이월드 클럽에 써 화제가 되기도 하였다. 이 이후로 지기 펠라즈의 활동은 눈에 띄게 줄어 Bounce Kidz 이후로는 거의 발표되는 앨범이 없었다. 2014년 기준으로 Jiggy Fellaz는 매니아들 사이에서 활동 중단 혹은 해체한 것으로 추측되고 있으나 공식 발표는 없다.

## 단체 앨범
- 2007년 3월 6일 Xclusive
- 2008년 12월 16일 Black Christmas 디지털 싱글
- 2009년 1월 20일 The Black Album
- 2009년 8월 17일 The Blue Album

### 과거 멤버
- Supreme Team - Simon Dominic, E-Sens
- Untouchable - 슬리피, 디액션 (現 TS엔터테인먼트)
- 개 a.k.a illTong (前 New Dynasty, of Killing Time)
- Big Smalls (前 New Dynasty)
- JG aka Jango
- Funny (前 New Dynasty)
- m.BLOW
- ELLY (現 EXID LE)
- Basick (이철주) (前 Double Trouble)
- 블루찬
- Innovator (홍인호) (前 Double Trouble)
- Bill stax
- duckdap
- Maniac
- Deepflow
- Big Tray
- Babykhan
- dirty mack
- Jin Q

## 이름
Jiggy Fellaz는 Jiggy Guaranteed의 Jiggy와 '친구'를 뜻하는 Fellaz (fellows에서 나온 영어 속어)를 합친 것이다. Jiggy Guaranteed는 클럽 JG를 풀어쓴 것으로, "흥겨움을 보장한다"라는 뜻으로 지어진 것이다. (이것은 명명자의 실수였고, 실제 Jiggy의 뜻은 '화려한'이다.)